# Bistum Guiratinga
Das Bistum Guiratinga (lat.: Dioecesis Guiratingensis) war eine in Brasilien gelegene römisch-katholische Diözese mit Sitz in Guiratinga im Bundesstaat Mato Grosso, die am 25. Juni 2014 aufgehoben wurde.

## Geschichte
Papst Pius X. gründete die Territorialprälatur Registro do Araguaia am 12. Mai 1914 aus Gebietsabtretungen des Erzbistums Cuiabá, dem es auch als Suffragandiözese unterstellt wurde.
Am 27. Mai 1969 wurde die Cathedra von Registro do Araguaia nach Guiratinga verlegt und nahm den Namen, Territorialprälatur Guiratinga, an. Mit der Bulle Institutionis propositum wurde sie am 3. Oktober 1981 zum Bistum erhoben.
Teile seines Territoriums verlor es zugunsten der Errichtung folgender Bistümer:
- 15. Juni 1957 an das Bistum Campo Grande;
- 13. Mai 1969 an die Territorialprälatur São Félix;
- 27. Februar 1982 an das Bistum Barra do Garças.

Am 25. Juni 2014 hob Papst Franziskus das Bistum auf und gliederte das Territorium in die Bistümer Rondonópolis-Guiratinga, Barra do Garças sowie Primavera do Leste-Paranatinga ein. Der letzte Bischof, Derek John Christopher Byrne SPS, wurde mit gleichem Datum zum ersten Bischof von Primavera do Leste-Paranatinga ernannt. Der Name der aufgehobenen Diözese lebt durch die Umbenennung des Bistums Rondonópolis-Guiratinga fort.

## Territorium
Das Bistum Guiratinga umfasste die Gemeinden Guiratinga, Alto Araguaia, Alto Taquari, Alto Garças, Araguainha, Dom Aquino, Ponte Branca, Poxoréo, Primavera do Leste, Ribeirãozinho, Tesouro, Torixoréu des Bundesstaates Mato Grosso.

## Ordinarien

### Prälaten von  Registro do Araguaia
- Antônio Malan SDB (1914–1924, dann Bischof von Petrolina)
- José Selva e Amaral SDB (1937–1956)
- Camillo Faresin SDB (1956–1969)

### Prälat von Guiratinga
- Camillo Faresin SDB (1969–1981)

### Bischöfe von  Guiratinga
- Camillo Faresin SDB (1981–1991)
- José Foralosso SDB (1991–2000, dann Bischof von Marabá)
- Sebastião Assis de Figueiredo OFM (2001–2007)
- Derek John Christopher Byrne SPS (2008–2014)

## Statistik
| Jahr | Bevölkerung | Bevölkerung | Bevölkerung | Priester     | Priester         | Priester       | Priester               | Ständige Diakone | Ordensleute  | Ordensleute      | Pfarreien |
| Jahr | Katholiken  | Einwohner   | %           | Gesamtanzahl | Diözesanpriester | Ordenspriester | Katholiken je Priester | Ständige Diakone | Ordensbrüder | Ordensschwestern | Pfarreien |
| ---- | ----------- | ----------- | ----------- | ------------ | ---------------- | -------------- | ---------------------- | ---------------- | ------------ | ---------------- | --------- |
| 1966 | 135.000     | 145.000     | 93,1        | 27           | 1                | 26             | 5.000                  |                  | 39           | 48               | 9         |
| 1970 | ?           | 81.000      | ?           | 28           | 1                | 27             | ?                      |                  | 27           | 62               | 8         |
| 1976 | 122.000     | 130.000     | 93,8        | 31           | 1                | 30             | 3.935                  |                  | 48           | 72               | 14        |
| 1980 | 195.000     | 205.000     | 95,1        | 36           | 6                | 30             | 5.416                  |                  | 39           | 80               | 17        |
| 1990 | 109.000     | 119.000     | 91,6        | 16           | 6                | 10             | 6.812                  |                  | 17           | 38               | 12        |
| 1999 | 100.000     | 150.000     | 66,7        | 18           | 7                | 11             | 5.555                  |                  | 14           | 47               | 12        |
| 2000 | 100.000     | 150.000     | 66,7        | 19           | 8                | 11             | 5.263                  |                  | 14           | 47               | 14        |
| 2001 | 100.000     | 150.000     | 66,7        | 19           | 7                | 12             | 5.263                  |                  | 15           | 50               | 13        |
| 2002 | 100.000     | 150.000     | 66,7        | 21           | 8                | 13             | 4.761                  |                  | 16           | 50               | 13        |
| 2003 | 100.000     | 150.000     | 66,7        | 19           | 6                | 13             | 5.263                  |                  | 16           | 47               | 13        |
| 2004 | 100.000     | 150.000     | 66,7        | 19           | 6                | 13             | 5.263                  |                  | 16           | 47               | 13        |
| 2006 | 102.000     | 153.800     | 66,3        | 18           | 7                | 11             | 5.666                  |                  | 9            | 46               | 13        |